# Леонов, Сергей Николаевич
Сергей Николаевич Леонов (14 марта 1976 года, СССР) — российский футболист, полузащитник.

## Биография
Начинал карьеру в команде «Металлург» Пикалёво. В 1997 году перешёл в орехово-зуевский «Спартак-Орехово». Через год вместе с коллективом выиграл зону «Центр» второго дивизиона. Однако в Первом дивизионе провел только три игры, после чего ушёл в тамбовский «Спартак». В 2000 году отыграл один сезон в финской Вейккауслииге за КТП. По окончании первенства команда заняла последнее место и вылетела в Юккёнен, а Леонов вернулся в Россию, где в течение нескольких лет выступал за ряд клубов второго дивизиона: «Спартак-Кавказтрансгаз» Изобильный, «Спартак-Телеком» Шуя, «Светогорец» Светогорск.
В дальнейшем играл за ряд клубов из первенства Санкт-Петербурга и Ленинградской области.

## Достижения
- Победитель Второго дивизиона зоны «Центр» (1): 1998.